# Johann Schweikhard von Kronberg
Johann Schweikhard von Kronberg (Magonza, 15 luglio 1553 – Aschaffenburg, 17 settembre 1626) è stato un nobile e arcivescovo cattolico tedesco.

## Biografia
Nato il 15 luglio 1553, Johann Schweikhard von Kronberg fu il terzo figlio di Hartmut XIII von Kronburg (1517-1591) e di sua moglie Barbara von Sickingen (1522-1577). Suo padre era un amministratore dell'Elettorato di Magonza.
I suoi fratelli maggiori che hanno assunto gli uffici della famiglia e Johann era destinato a una carriera nella chiesa fin dalla tenera età. Fu eletto nel capitolo della cattedrale di Magonza in giovane età attraverso l'influenza di suo padre. Fu canonico dell'Abbazia di Sant'Albano, dal 1564 al 1566. Fu quindi inviato al Collegium Germanicum a Roma. Qui, divenne amico di Johannes Busaeus, che in seguito fu un teologo gesuita che insegnò all'Università di Magonza. Dopo il suo ritorno a Magonza, il legato papale Giovanni Morone lo nominò priore di San Pietro (Magonza). Divenne un Domkapitular nel 1582, poi divenne maestro di scuola nel 1584. Fu decano dell'Abbazia di Sant'Albano nel 1588, e poi decano di Santa Maria ad Gradus nel 1599. Diventò il tesoriere dell'elettorato nel 1599.
Dopo la morte di Johann Adam von Bicken, il capitolo della cattedrale di Magonza elesse Johann Schweikhard von Kromberg come nuovo arcivescovo di Magonza il 17 febbraio 1604 con il sostegno di Rodolfo II, imperatore del Sacro Romano Impero, che temeva che l'elezione del rivale candidato, Julius Echter von Mespelbrunn, vescovo di Würzburg destabilizzasse i rapporti con i protestanti del Sacro Romano Impero. Dopo che papa Clemente VIII confermò la sua elezione, fu consacrato arcivescovo nel novembre 1604, dal vescovo titolare di Messene Stephan Weber.
Completò il lavoro della Controriforma nell'Arcivescovado di Magonza che era stato iniziato dai suoi predecessori, sostenendo il lavoro dei gesuiti e dei cappuccini. Tuttavia, non perseguitò i protestanti e mantenne la libertà religiosa ad Erfurt. Ha commissionato lo Schloss Johannisburg (castello Johannisburg), che fu costruito ad Aschaffenburg dal 1605 al 1614. Sotto il suo regno il vecchio edificio arsenale fu terminato.
Johann Schweikhard von Kronberg si oppose all'intervento di Enrico IV di Francia nella successione della Guerra di successione di Jülich nel 1609. Nel 1618 si oppose alla decisione di Federico V, Elettore Palatino di accettare la corona boema, ma si oppose anche all'occupazione spagnola del Elettorato del Palatinato. Nelle elezioni imperiali del 1619, votò per Ferdinando II. Morì ad Aschaffenburg il 17 settembre 1626.

## Genealogia episcopale e successione apostolica
La genealogia episcopale è:
- Vescovo Balthasar Fannemann (Waneman), O.P.
- Vescovo Rudolf von Frankenstein
- Arcivescovo Daniel Brendel von Homburg
- Vescovo Stephan Weber
- Arcivescovo Johann Schweikhard von Kronberg

La successione apostolica è:
- Vescovo Valentin Mohr, O.S.B. (1607)
- Vescovo Cornelius Gobelius (1610)
- Vescovo Christoph Weber (1616)
- Vescovo Ambrosius Seibaeus  (1623)